# Olofström
Olofström ( ouça a pronúncia) é uma pequena cidade da província histórica de Blekinge, situada no sul da Suécia.                                                                                   
É a sede do município de Olofström, pertencente ao condado de Blekinge.

Tem uma área de 6,86 km² e uma população de 7 777 habitantes (2020).

Está localizada numa região de florestas com muitos lagos, a 25 km a noroeste da cidade de Karlshamn.

## Etimologia e uso
Olofström foi assim batizada em 1759 em alusão a Olof Olsson, o nome do proprietário da fábrica de ferro, à volta da qual nasceu a povoação.  

Em textos em português costuma ser usada a forma original Olofström, ocasionalmente transliterada para Olofstrom, por adaptação tipográfica.

## Comunicações
A cidade é atravessada pela estrada nacional 15 (Halmstad-Karlshamn), assim como pela ferrovia Olofström–Älmhult (para transportes de mercadorias da fábrica da Volvo).                                                                                                        
Os aeroportos mais próximos são o Aeroporto de Ronneby (a 60 km a leste de Olofström) e o aeroporto de Kristianstad Österlen (a 60 km a sudoeste de Olofström).

## Economia
A economia de Olofström está dominada pela indústria manufatureira, principalmente pelo fabrico de componentes de carros. 
- Fábrica de carros Volvo (componentes de carroçaria) [4][6]

OLOFSTRÖM
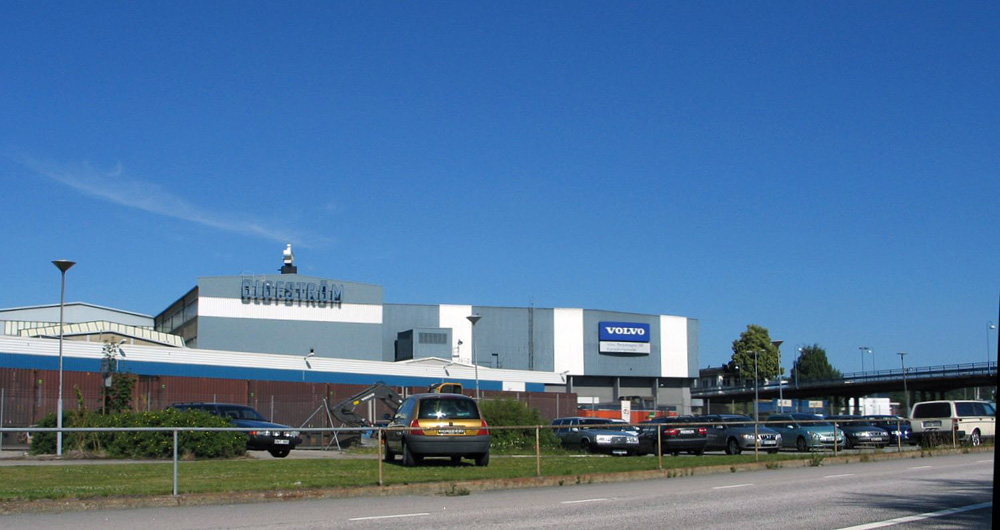
Fábrica da Volvo em Olofström
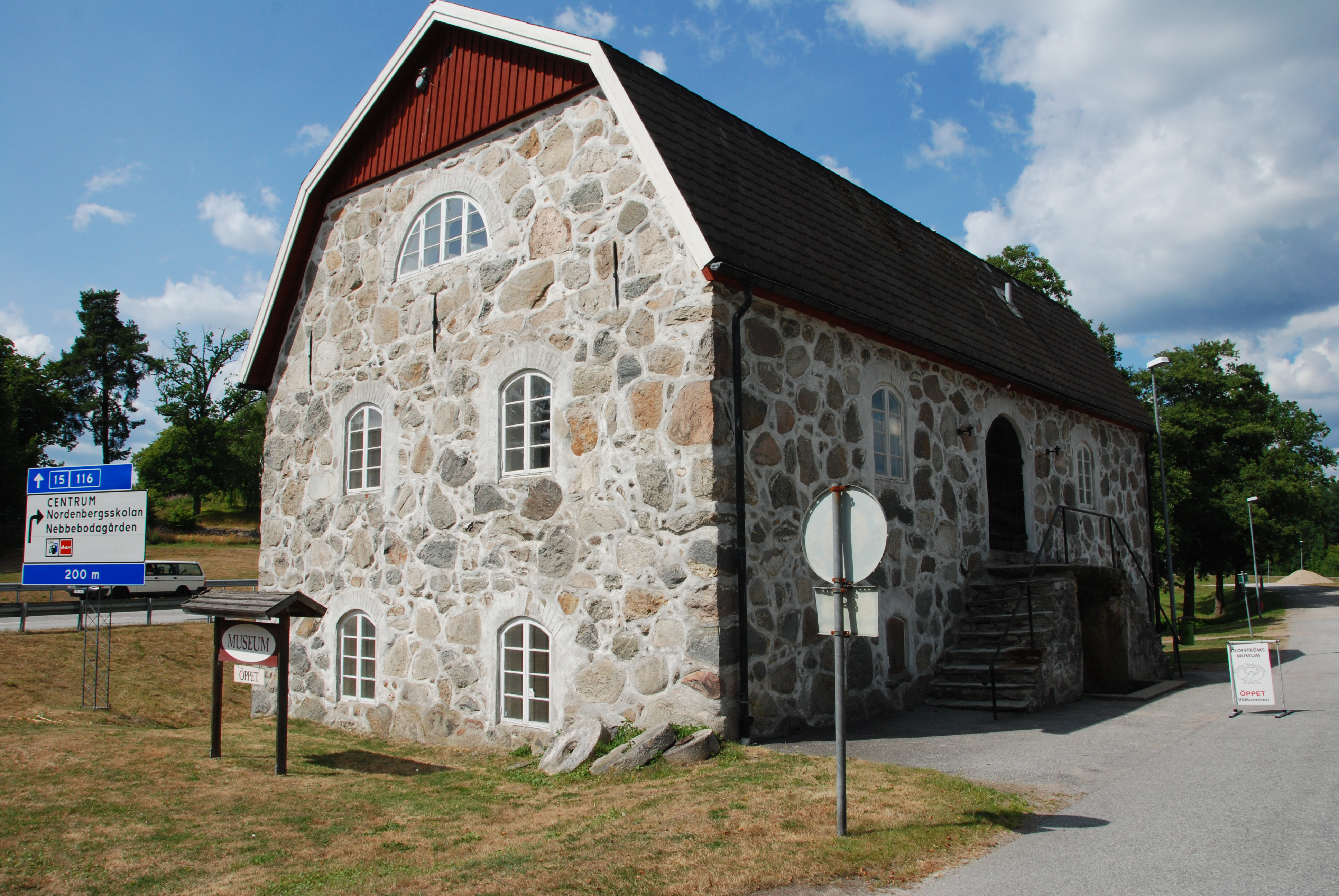
Museu de Olofström
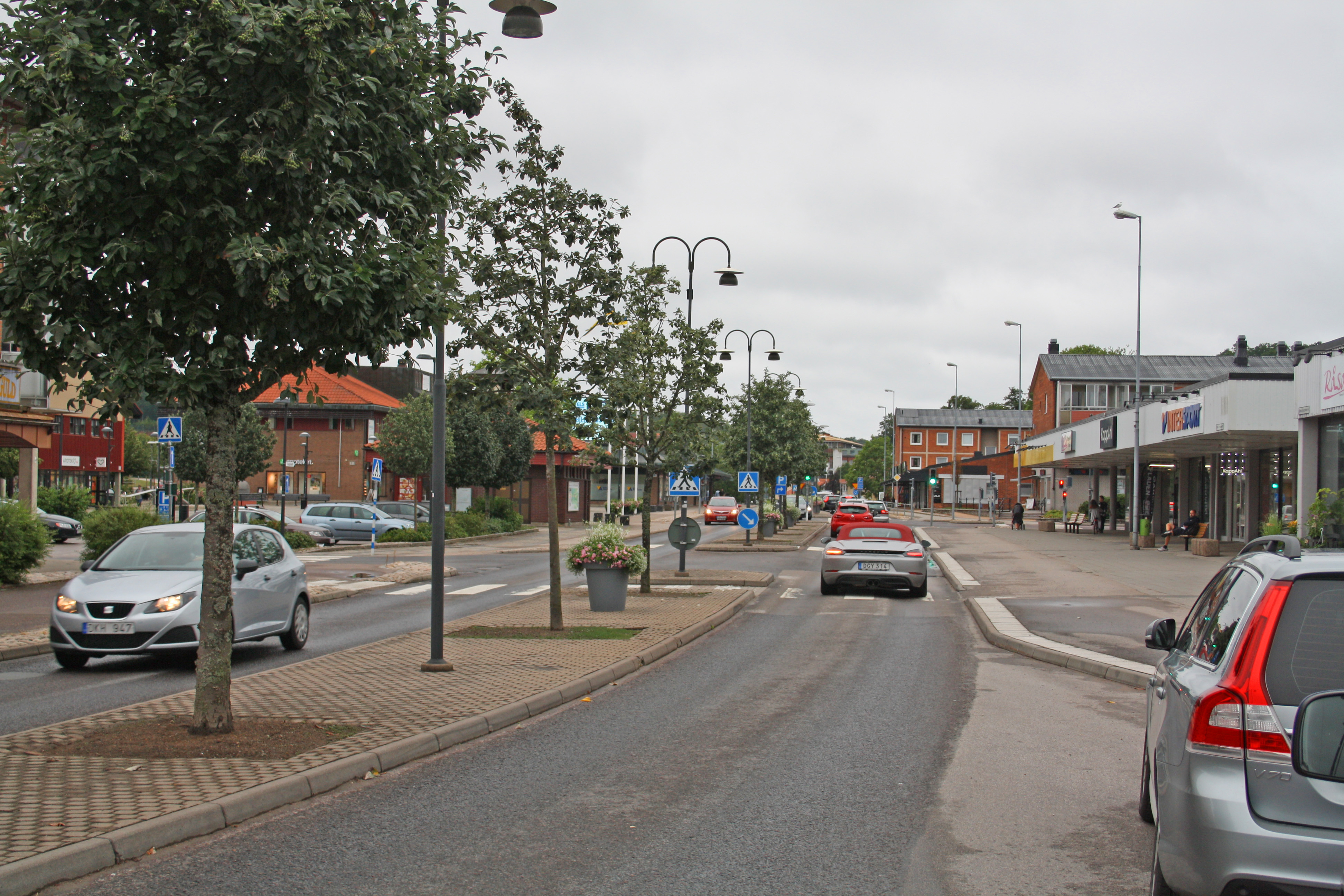
A rua Östra storgatan em Olofström
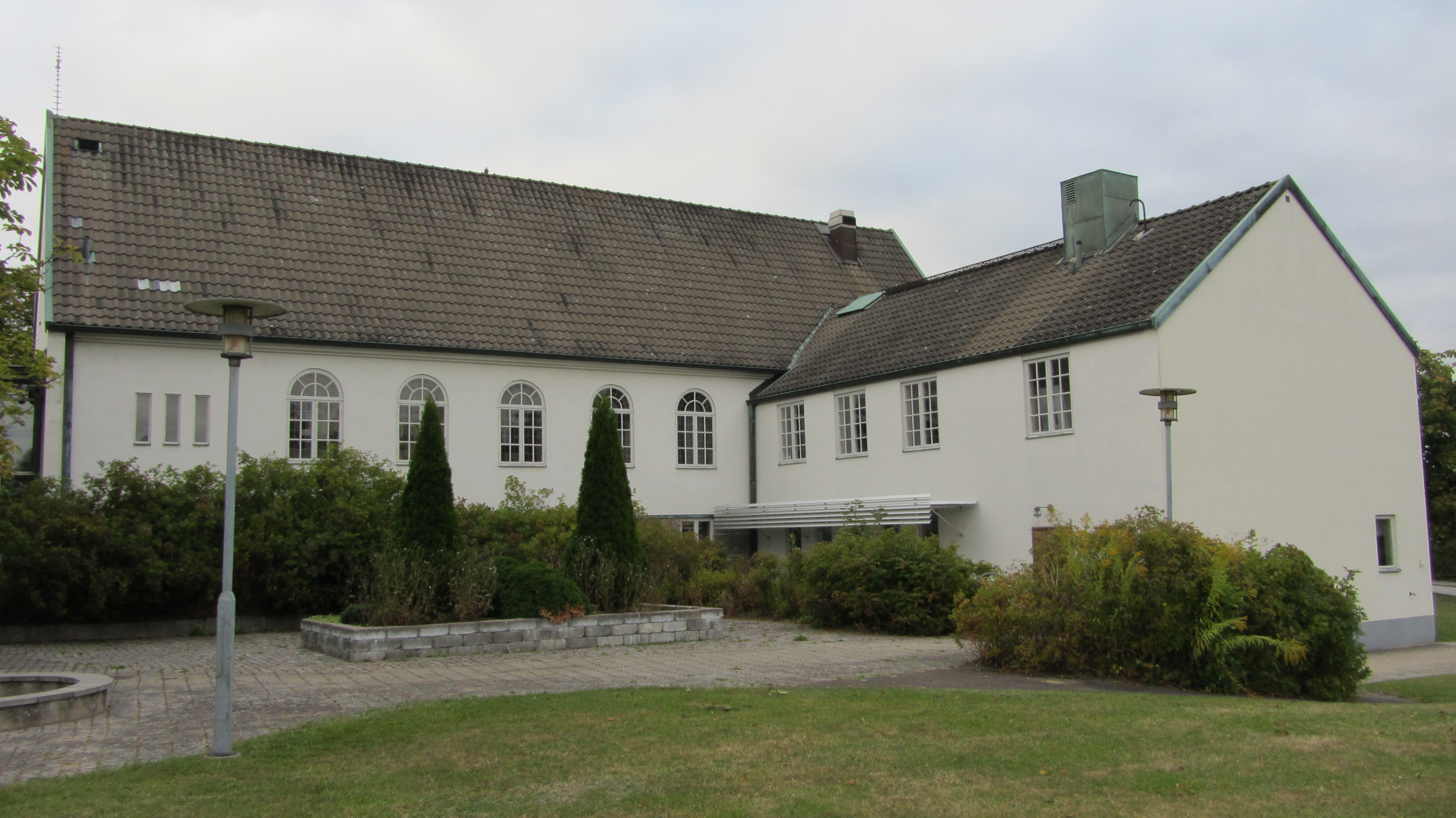
Igreja de Olofström